# Ischnotingis
Ischnotingis is een geslacht van wantsen uit de familie van de Tingidae (Netwantsen). Het geslacht werd voor het eerst wetenschappelijk beschreven door Horváth in 1925.

## Soorten
Het genus bevat de volgende soorten:

- Ischnotingis fasciata Horváth, 1925
- Ischnotingis horvathi Drake, 1954
- Ischnotingis prolixa Horváth, 1925